# جامعة إسكس
جامعة إسكس (بالإنجليزية: University of Essex)‏ هي جامعة بريطانية تقع قرب مدينة كولشيستر. تأسست الجامعة عام 1963 وحازت على الميثاق الملكي في العام 1965. وقد نجحت الجامعة على أن تحتل موقعا مميزاً بين الجامعات العالمية خاصة في مجال العلوم الإنسانية والعلوم الاجتماعية وهي من أفضل الجامعات تصنيفاً على مستوى بريطانيا وعلى مستوى الجامعات العالمية كذلك خاصة في مجالات علم الاجتماع والفلسفة والعلوم السياسية والتاريخ والاقتصاد. وتتمتع الجامعة بسمعة مرموقة في مجال العلوم الحيوية وعلم النفس والهندسة الإلكترونية. تتألف الجامعة من 18 قسماً أكاديمياً و 36 مركزاً ومعهداً في العديد من التخصصات ولاسيما حقوق الإنسان والقانون وإدارة الدولة.
ويقع الحرم الرئيسي للجامعة في ساحة ويفينهو في مدينة إسكس والتي تبعد أقل من ميل عن مدينة ويفينهو وميلين عن مدينة كولشيستر.

## نبذة عن تاريخ الجامعة
وافق مجلس مقاطعة إسيكس على اقتراح قدمه أحد أعضاء المجلس شارلز ليثرلاند لتأسيس جامعة في المقاطعة. وتم تأسيس لجنة لهذا الغرض وقدمت هذه اللجنة بطلب إلى لجنة منح الجامعات يطلبون فيه تأسيس جامعة إسيكس. وتم في شهر أيار من العام 1961 إعلان تأسيس الجامعة وتقرر أن يكون مقرها في ويفينهو، وتم اختيار ساحة ويفينهو لإقامة الجامعة الجديدة عليها.
تم تعيين أول الأساتذة في الجامعة في العام 1963 ومنهم آلان جيبسون في تخصص الفيزياء وبيتر تاونسيند في تخصص علم الاجتماع ودونالد دافي في تخصص الأدب، وغيرهم من الأساتذة في عدد من التخصصات الأخرى.

## فترة الستينيات
كانت جامعة إسيكس في فترة الستينيات في طليعة الجامعات التي شهدت حركة طلابية نشيطة مثيلة للحركات الطلابية التي عارضت الحرب على فيتنام في العديد من دول العالم. ومن أهم التحركات التي قام بها الطلبة ما كان في عام 1968 حين ثار الطلبة محتجين ضد زيارة إينوك باول، حيث نتج عن هذه التحركات استدعاء 7 طلبة لمجالس الضبط، إلا أن الاعتصامات المتكررة التي قام بها الطلبة حالت دون انعقاد تلك المجالس. وقد حدث في شهر أيار من ذلك العام أن تدخلت قوات الشرطة مع عدد من الكلاب البوليسية لاعتقال عدد من الطلبة بعد أن قاموا بتوجيه اتهامات لأحد المحاضرين الزائرين من بورتن داون بأن المؤسسة التي يعمل لديها تقوم بأنشطة في مجال الأسلحة البيولوجية والكيمياوية، وكانت هذه هي الحادثة الأولى في تاريخ الجامعات البريطانية التي تتدخل بها قوات الشرطة لاعتقال الطلبة.

## السبعينيات والثمانينيات
استحدثت الجامعة في السبعينيات والثمانينيات من القرن العشرين مركزاً للرعاية الصحية ومركزاً للطباعة ومركزاً لبيع الكتب ومعرضاً، كما قامن الجامعة بتوسيع مساكن الطلبة، وتم إنشاء مباني سكنية جديدة.

## تطورات حديثة
قامت ملكة بريطانيا بإجراء زيارة للجامعة في 25 تشرين ثاني 2004 كجزء من احتفالات الذكرى السنوية لتوليها العرش (1964-2004). وقد تم تعيين جون داودن، الذي يعزى إليه بدء البحوث العلمية في الدراسات العليا في مجال ميكانيكا الموائع في العام 1963 حين كان عمره 23 عاماً، أستاذاً للرياضيات وكان رئيس قسم الرياضيات في الجامعة من العام 2001 حتى العام 2005.
واستمرت الجامعة في التوسع وبناء المراكز والأقسام الجديدة، فأنشئت في أيار 2004 مبنى جديداً فيه قسم هندسة الأنظمة الإلكترونية وجزء من قسم علم الحاسوب. وتم افتتاح مبنى سكني جديد للطلبة في العام 2003 يستوعب 770 طالباً. كما تم افتتاح قاعة كبيرة للمحاضرات تتسع لألف شخص في العام 2006. بالإضافة إلى العديد من التطورات التي شهدتها البنية التحتية للجامعة من 2007 حتى 2009.

## الأقسام والمراكز البحثية
تشتمل الجامعة على أربعة 18 كلية وقسماً أكاديمياً في أربعة كليات رئيسية وهي 1) العلوم الإنسانية، 2) القانون والإدارة، 3) العلوم الاجتماعية، 4) الهندسة والعلوم. وتعد أقسام الاقتصاد والعلوم السياسية وعلم الاجتماع واللغة واللغويات من الأقسام الأفضل على مستوى أوروبا.

## سمعة الجامعة الأكاديمية
جامعة إسيكس عضو في مجموعة 1994، وقد حازت الجامعة بالرغم من حجمها الصغير نسبياً على سمعة عالمية مرموقة في التدريس والبحث العلمي. وهي من بين أفضل 300 جامعة في العالم حسب أحد التصنيفات في مجلة التايمز، كما احتلت تصنيفات جيدة نسبياً في صحيفة الجارديان والإندبندنت. حيث احتلت المرتبة 31 في تصنيف لصحيفة الجارديان لعام 2009. وتحتل الجامعة سمعة مرموقة في مجال السياسة والعلاقات الدولية والتي يندرج تحتها قسم الحكومة حيث احتلت المركز الخامس على مستوى الجامعات البريطانية حسب تصنيف دليل التايمز وصنداي تايمز لعام 2019. كما جاءت الجامعة ضمن أفضل 30 جامعة على مستوى العالم في مجال العلوم السياسية حسب تصنيف شيغهاي لعام 2019. بالإضافة في عام 2013 ، منحت الملكة إليزابيث الثانية "أستاذية ريجيوس" لجامعة أسكس اعترافاً بـ "50 عامًا من التميز في البحث والتعليم في العلوم السياسية. ومن أبرز خريجها في الوطن العربي البرفيسور عبد السلام الجوفي الخبير الدولي وعضو اللجنة التوجية العليا للتعليم 2030 التابعة لليونسكو وزير التربية والتعليم اليمني السابق، البرفيسور عبد الرحمن اليوبي عالم الكيمياء الحيوية ورئيس جامعة الملك عبد العزيز بالمملكة العربية السعودية .

## معاهد ومراكز رائدة بالجامعة
لدى جامعة إسيكس ثلاثة معاهد ومراكز رائدة تمثل تجمع بين الأكاديميين من مختلف التخصصات والأقسام لتقديم البحوث بشكل متخصص. هذه المعاهد والمراكز هي :  مركز حقوق الإنسان ، ومعهد التحليلات وعلوم البيانات ، ومعهد البحوث الاجتماعية والاقتصادية.  

### مركز حقوق الإنسان
تأسس مركز حقوق الإنسان في إسيكس عام 1982. من بين أولى المراكز الأكاديمية من نوعها في العالم ، أدى عمل مركز حقوق الإنسان إلى حصول الجامعة على جائزة الذكرى السنوية في عام 2010 لعملها في تعزيز حقوق الإنسان على المستوى الدولي.

### معهد التحليلات وعلوم البيانات
يعمل معهد التحليلات وعلوم البيانات (IADS) مع الشركات والسلطات المحلية والإقليمية والوطنية على إدارة ونقل البيانات الضخمة ؛ و الأساليب المنهجية والتحليلية في تطبيقات ومجالات مختلفة  مثل  المالية والتجارية و الطب الحيوي ؛ وكذلك تحليل البيانات في المجالات الاجتماعية والاقتصادية  ؛ بالإضافة إلى التطبيقات الأخلاقية والقانونية وحقوق الإنسان للبيانات.

### معهد البحوث الاجتماعية والاقتصادية
معهد البحوث الاجتماعية والاقتصادية (ISER) هو مركز بحث لتحليل البيانات في الاقتصاد وعلم الاجتماع. افتتحت في عام 1989 باسم مركز البحوث الاقتصادية والاجتماعية ، ويضم الآن مشروع جمعية التفاهم الممولة من البحوث الاقتصادية والاجتماعية. ساهم معهد البحوث الاجتماعية والاقتصادية إلى حصول جامعة إسيكس على جائزة Queen's Anniversary Award للتعليم العالي والتعليم المتقدم في عام 2017. 

## أقسام أكاديمية بارزة

### قسم الحكومة
يعتبر قسم الحكومة في جامعة أسيكس أحد أبرز أقسام السياسة في المملكة المتحدة. احتل قسم الحكومة المركز السادس على مستوى جامعات المملكة المتحدة ، و المركز 29 على مستوى جامعات العالم كأفضل أقسام السياسة وذلك حسب تصنيف QS World University Rankings لعام 2020
يحتوي القسم على أربعة مراكز بحث رئيسية وهي : مركز جان مونيه الأوروبي للتميز ، ومركز مايكل نيكلسون للصراع والتعاون ، ومركز الإيديولوجيا وتحليل الخطاب ، ومركز سياسات التمثيل في الأزمات. 

### قسم علم الاجتماع
قسم علم الاجتماع هو أحد الأقسام المؤسسة للجامعة. يحتوي القسم على خمسة مراكز بحث: مركز علم الإجرام ، ومركز دراسات أمريكا اللاتينية ومنطقة البحر الكاريبي ، ومركز المواطنة الحميمة والجنسية ، ومركز البحث في علم الاجتماع والابتكار الاقتصادي ، ومركز دراسات الهجرة.

## وصلات خارجية
- الموقع الرسمي للجامعة
- الموقع الرسمي لاتحاد طلبة الجامعة